# Лашоссе, Пьер Клод Нивель де
Пьер Клод Ниве́ль де Лашоссе́ (фр. Pierre-Claude Nivelle de La Chaussée; 14 февраля 1692, Париж — 14 марта 1754, Париж) — французский драматург, член Французской академии (1736). Создатель жанра нравоучительной, т. н. слёзной комедии, предвосхитившей некоторые тенденции буржуазной драмы.

## Сочинения
- «Epitres de Clio a M. de В…» (1731), в защиту стихотворной формы поэзии, против нападок Ламотта и его приверженцев, в возникшей полемике «о древних и новых авторах».
- «Ложная антипатия» (12 октября 1733)
- Le Prejuge a la mode (комедия, в стихах, 3 февраля 1735
- L’Ecole des amis (комедия, в стихах, 26 февраля 1737
- «Максимилиан» (трагедия; Комеди Франсэз, 28 февраля 1738)
- «Пальмира» (трагедия; 1739)
- «Меланида» (первая «слезная комедия»; Комеди Франсэз, 12 мая 1741)
- Amour pour amour (комедия, в стихах; Комеди Франсэз, январь 1742)
- «Памела» (по книге Ричардсона, 1743)
- «Школа матерей» (в стихах, 27 апреля 1744)
- Le Rival de lui-meme (одноактная комедия в стихах; Комеди Франсэз, 20 апреля 1746)
- «Гувернантка» (Комеди Франсэз, 18 января 1747)
- L’Amour castillan (комедия; Итальянский театр (Париж), 11 апреля 1747)
- L’Ecole de la jeunesse (комедия, 1749)
- Le Retour imprevu (комедия; Итальянский театр (Париж), 1756)
- Le Vieillard amoureux (комедия)
- L’Homme de fortune (комедия)
- Les Tyrinthiens (комедия)
- La Princesse de Sidon (трагикомедия)
- Le Rapatriage, comi-parade en 1 acte
- Contes en vers

Все пьесы Лашоссе собраны в его «Oeuvres completes» (1762), к которым прибавлен ещё «Supplement» (Амстердам, 1744).